# Henriette Browne
Sophie de Bouteiller, más conocida por el seudónimo Henriette Browne, (París, 16 de junio de 1829 – Ibid., 14 de marzo de 1901) fue una pintora orientalista francesa reconocida internacionalmente por su enfoque poco convencional del Orientalismo. Se especializó en pintura de género que representaba el Oriente Próximo de una manera menos sensacionalista, aunque aún exótica, que sus contemporáneos. Su posición social y la influencia de su madre fueron fundamentales para su desarrollo como artista. Si bien muchas de sus obras se han perdido con el tiempo, las que quedan son un testimonio de su habilidad y sensibilidad. 

## Vida personal

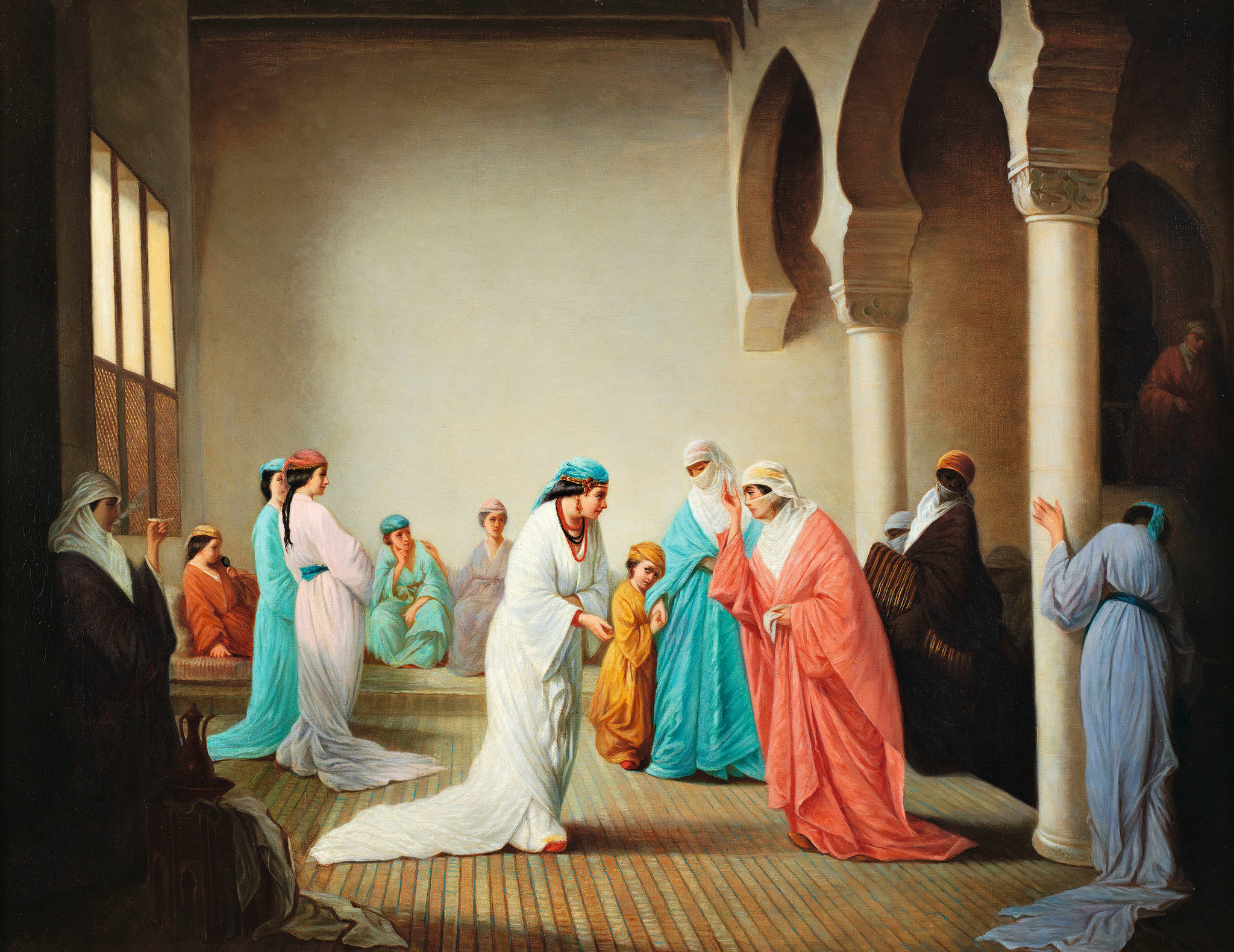
Pintura al óleo de Henriette Browne, de 1860, que representa el interior de un harén. Exhibida en París en 1861.

Nació en París el 16 de junio de 1829, hija del conde de Bouteiller y su esposa. Su padre era músico aficionado y su madre una cantante consumada. Browne alcanzó una posición privilegiada en la sociedad debido a su padre, que descendía de una antigua familia bretona. Su madre había enviudado antes de convertirse en la condesa de Bouteiller, y por un tiempo dio clases de música para poder mantenerse a sí misma y al hijo de su matrimonio anterior. Por esta razón, la condesa alentó a su hija a continuar su educación en las artes desde una edad temprana: por si tenía la necesidad de mantenerse económicamente. La condesa insistió en que estudiara música y dibujo, y entre la condesa y otros tutores la educaron en casa en su hogar de París.  
En 1849, decidió seguir sus estudios más seriamente en la técnica de dibujo al convertirse en alumna de Emile Perrin, quien más tarde se convirtió en el director del Teatro-Francais. En 1851, ingresó en la clase para artistas femeninas de Charles Joshua Chaplin. En ella tuvo la oportunidad de dibujar a partir de modelos en vivo, obteniendo conocimientos indispensables sobre la representación de las proporciones y movimientos del cuerpo. Entre 1851 y 1853, adoptó el seudónimo de Henriette Browne, el nombre de su abuela materna. En 1853, presentó su primer trabajo en el Salón de París, donde exhibió regularmente hasta 1878, un año antes de la muerte de su esposo. Con este seudónimo, Browne buscó mantener su vida profesional y personal separada. Deseaba preservar su posición social, ya que en ese momento no se consideraba apropiado que una dama fuera también una artista profesional.
En 1853, se casó con Henry Jules de Saux, un diplomático francés y secretario del político Alejandro José Colonna-Walewski. Browne acompañó en muchos viajes a su marido, viajando constantemente a lugares como Italia, Holanda y Constantinopla. Estos viajes demostraron ser muy importantes para su formación artística, exponiendo a Browne a nuevos entornos. El viaje a Constantinopla fue de particular importancia, ya que durante este viaje visitó un harén turco, obteniendo experiencia de primera mano sobre cómo era realmente este espacio privado exclusivamente femenino. Se cree que esta experiencia contribuyó a la manera única en la que más tarde retrataría a Oriente en sus pinturas y grabados.
En 1879, había renunciado en gran medida a exhibir su obra y dejó tras ella una carrera productiva como artista orientalista internacionalmente conocida. Se convirtió en miembro honorario del Royal Institute of Painters in Water Colours de Londres en 1894. Browne tuvo una exitosa carrera como artista y, aunque muchas de sus obras no se encuentran localizadas, las obras que han sobrevivido en colecciones privadas dan testimonio de su popularidad. En la actualidad, sus pinturas ofrecen una visión en el tipo de orientalismo del siglo XIX que en gran medida abasteció y reafirmó el estado de la mirada masculina dominante. Browne murió en 1901 en París.

## Trayectoria
Los primeros trabajos de Browne fueron retratos, escenas de género domésticas y religiosas francesas. Era una artista naturalista, que tenía fama de pintar a partir de hechos observables. Desde el comienzo de su carrera su capacidad de realismo fue evidente. Se hizo conocida por la audacia con la que representaba escenas de género; su escala, realismo y la presentación frontal de la figura eran características inusuales para la época.
Browne expuso por primera vez en el Salón de París de 1853. Expuso Lectura de la Biblia, una pintura de una anciana leyendo una pesada Biblia en su regazo. Tuvo un éxito moderado y llamó la atención de un crítico de arte que era muy conocido en los círculos de arte francés e inglés. Después de establecer una relación con Browne, el crítico fue invitado a su estudio para ver más de su trabajo. El visitante pudo apreciar de inmediato que su estudio parisino estaba adornado con un nivel de gusto y lujo que no correspondían con la venta de sus obras de arte, que en ese momento se vendían por alrededor de 500 francos. Tras ser testigo de su habilidad, el coleccionista decidió comprar las obras que había analizado anteriormente, así como la promesa de comprar más obras en el futuro. Luego presentó estos trabajos y otros a futuros salones, lo que supuso unos 7.000 francos.
Luego expuso en la Exposición Universal en 1855, donde inmediatamente se convirtió en un éxito. Sus cinco pinturas fueron vendidas, incluyendo Escuela de pobres en Aix comprada por el emperador Napoleón. El comerciante de arte Ernest Gambart vio su trabajo en la Exposición y lo promocionó en su Galería francesa en Londres. De 1857 a 1859, Browne tuvo más éxito. De las cinco pinturas que exhibió en 1859, la emperatriz Eugenia de Montijo compró su trabajo Los puritanos por 6,000 francos. Una de sus otras cinco contribuciones de ese año, Las Hermanas de la Caridad (Les Soeurs de Charité), fue particularmente exitosa y con ella ganó una medalla de tercera clase. Les Soeurs de Charité era una pintura grande que retrata a dos monjas atendiendo un niño enfermo. La obra causó sensación, solo por detrás de las pinturas de Rosa Bonheur y fue adquirida por 12,000 francos. Charles Kingsley describió la pintura como combinación perfecta de realismo y naturalismo. También en 1859, se celebró una exposición de su trabajo en la Galería Francesa en Pall Mall. La exposición fue bien recibida y resaltaron como característica principal de su trabajo la “simplicidad realista”. 
Muchas de sus primeras escenas de género tempranas se centraron en los temas de religión y/o niños. Sus primeras obras a menudo contenían temas de patetismo y sentimientos. Había otras tres características claves a sus pinturas. Primero, sus pinturas eran a menudo extremadamente grandes para las escenas de género y sus figuras estaban colocadas hacia el frente del cuadro. Segundo, ciertos aspectos recordaban elementos de arte holandés del siglo XVII. Estos aspectos incluían su división del plano de retroceso y la centralización de la luz en sus interiores. Por último, su trabajo contenía realismo. Mientras que sus pinturas eran creaciones de su mente, todos los elementos y los detalles eran prestados de la vida real. Una reseña de su trabajo en la Woman's English Journal afirmaba que ella “observa, combina, y reproduce […] cada detalle está copiado de naturaleza”.
Además, Browne era grabadora profesional. Fue la primera en hacer grabados en acero de la obra de Alexandre Bida, que consistía en dibujos orientales y bíblicos. Se tomó la libertad de hacer alteraciones en sus copias, como quitar objetos, aligerar la ropa, y “orientalizar” la escena.

### Orientalismo
El siglo XIX vio un gran aumento en la fascinación orientalista, particularmente en Francia y Gran Bretaña. Henriette Browne exhibió numerosas pinturas orientalistas en la década de 1860, y durante este período, disfrutó de una época de viajes y éxitos. En 1862, fue una de las tres mujeres que figuran como miembros fundadoras de la Société Nationale des Beaux-Arts en París. Browne viajó a Turquía en 1860, a Marruecos en 1864 y a Egipto y Siria durante el invierno de 1868-1869. Durante estos viajes, que fueron posibles gracias a sus conexiones diplomáticas y reales, Browne centró su arte en temas más orientales, especialmente escenas escolares. Sus primeros temas orientalistas irrumpieron en la escena artística francesa en 1861, cuando exhibió dos pinturas en el Salón de París: Una visita y Una tocadora de flauta. Estas dos pinturas, posiblemente las obras más famosas de Browne, son pinturas progresivas del harén oriental en Constantinopla. En estas imágenes, las mujeres saludan a las visitantes y escuchan música. Browne las muestra realizando actividades cotidianas en lugar de desnudarse, fumar o atender a los hombres. Después de estas pinturas, Browne dirigió su atención en gran medida a los temas de las escuelas y los niños, al estilo orientalista. En la década de 1870, su reputación estaba bien establecida y se le otorgó una posición distinguida entre los pintores orientalistas. El trabajo de Henriette Browne pronto se convertiría en una referencia para todas las pintoras orientalistas posteriores. 
Henriette Browne fue famosa por sus temas de harenes y conventos orientales. En sus pinturas, el harén se muestra como un espacio para la interacción social entre las mujeres en oposición a un espacio de placer sexual para los hombres. Browne representaba el trabajo femenino, la sexualidad y el espacio, y daba prioridad a la mirada femenina. Debido a su género femenino, Browne pudo interactuar personalmente con el harén oriental y sus habitantes, presenciar la política de género que gobernaba el harén y representar la interacción entre las mujeres en el harén que otros artistas masculinos no podían. Las representaciones del harén oriental por artistas masculinos se basaron en gran medida en la fantasía, ya que los hombres no podían entrar en estos espacios femeninos, por lo que su sexualidad se exageraba para ajustarse a las fantasías masculinas. Su habilidad para visitar un harén le permitió pintar escenas del ámbito de manera diferente a los hombres. Ella no convierte a las mujeres en objeto, sino que presenta un espacio doméstico tranquilo y controlado, excluye a los hombres de las escenas y pinta con una paleta de colores más tenue. La mayor contribución de Browne fue que desacreditó los mitos culturales y sexuales sobre el harén en occidente al desexualizar tal entorno y convertirlo en un lugar doméstico. Aún así, en su momento las pinturas de Browne eran poco controvertidas en cuanto a este estilo y representaciones veraces de la comunidad femenina que rompían con la tradición orientalista masculina. 

## Recepción de su trabajo
Las pinturas de Browne tenían un atractivo popular. Su trabajo alcanzó altos precios y atrajo a mecenas influyentes como el emperador Napoleón III y la emperatriz Eugenia en la década de 1850. Sus pinturas fueron bien recibidas en Gran Bretaña y Francia, aunque sus escenas de género tuvieron una mayor importancia en Gran Bretaña y sus pinturas orientalistas fueron muy elogiadas en Francia. Las obras de Browne fueron celebradas, ya que rompieron con la tradición orientalista masculina, pero también fueron poco controvertidas en términos de estilo. La reputación de la artista entre los críticos como artista seria nunca estuvo bajo amenaza.

### Gran Bretaña
Las primeras escenas de género de monjas y niños de Browne fueron extremadamente populares en Gran Bretaña a pesar del anticatolicismo generalizado de la época. Después de su éxito en el Salón de París de 1859, su pintura Les Soeurs de Charité se mostró en Londres, donde fue identificada como una obra maestra. Esta pintura comenzó su exitosa reputación en Gran Bretaña y gustó especialmente por su fuerte mensaje moral. En esta pintura Browne mostró un sentimiento y un patetismo extremos, que permitía al espectador simpatizar con estas monjas que cuidan a un niño. En referencia a esta pintura, Charles Kingsley sostuvo que la técnica de Browne estaba entre idealista y realista. El artículo sobre Browne en el English Woman's Journal en 1860 mejoró aún más su reputación. El artículo retrataba a Browne como una artista profesional y destaca su compromiso, su aptitud y atención como artista. El artículo también profundizaba en los detalles sobre sus pinturas. En 1859, también tuvo su propia exposición en la Galería Francesa en Pall Mall, propiedad de Gambart, quien continuó exhibiendo su trabajo años después. Para 1860, al menos ocho de sus obras habían sido compradas por ingleses.  
El interés británico en sus pinturas de género superó con creces el interés en sus obras orientalistas. Mientras los temas orientalistas eran populares en Gran Bretaña, la tradición británica del orientalismo se caracterizaba más por los paisajes arqueológicos y las pinturas topográficas en comparación con las pinturas orientalistas francesas. Por lo tanto, solo se expresó un interés moderado en Gran Bretaña por sus pinturas orientalistas.

### Francia
Browne también se afianzó en Francia. En 1855, exhibió cinco obras en la Exposición Universal de París, todas ellas fueron vendidas. En 1855 y 1857, Browne fue premiada con medallas de tercera clase por su pintura en el Salón de París. Aunque sus primeras pinturas tuvieron mucho éxito, fueron bien recibidas y la establecieron como artista, no fueron lo suficientemente significativas como para permitirle sobresalir en el género de la pintura religiosa francesa.
Su fama posterior se atribuyó más a sus pinturas orientalistas. Los primeros temas orientalistas de Browne irrumpieron en la escena artística francesa en 1861. Las dos pinturas llamadas Interiores inmediatamente recibieron la cobertura de la crítica. Esta fue la primera y última vez que pintó este tipo de escena. Después de estas dos pinturas, continuó produciendo temas orientalistas de niños, escuelas, académicos e individuos de la sociedad oriental. Sus pinturas orientalistas continuaron siendo populares en Francia a lo largo de su vida.

## Selección de trabajos

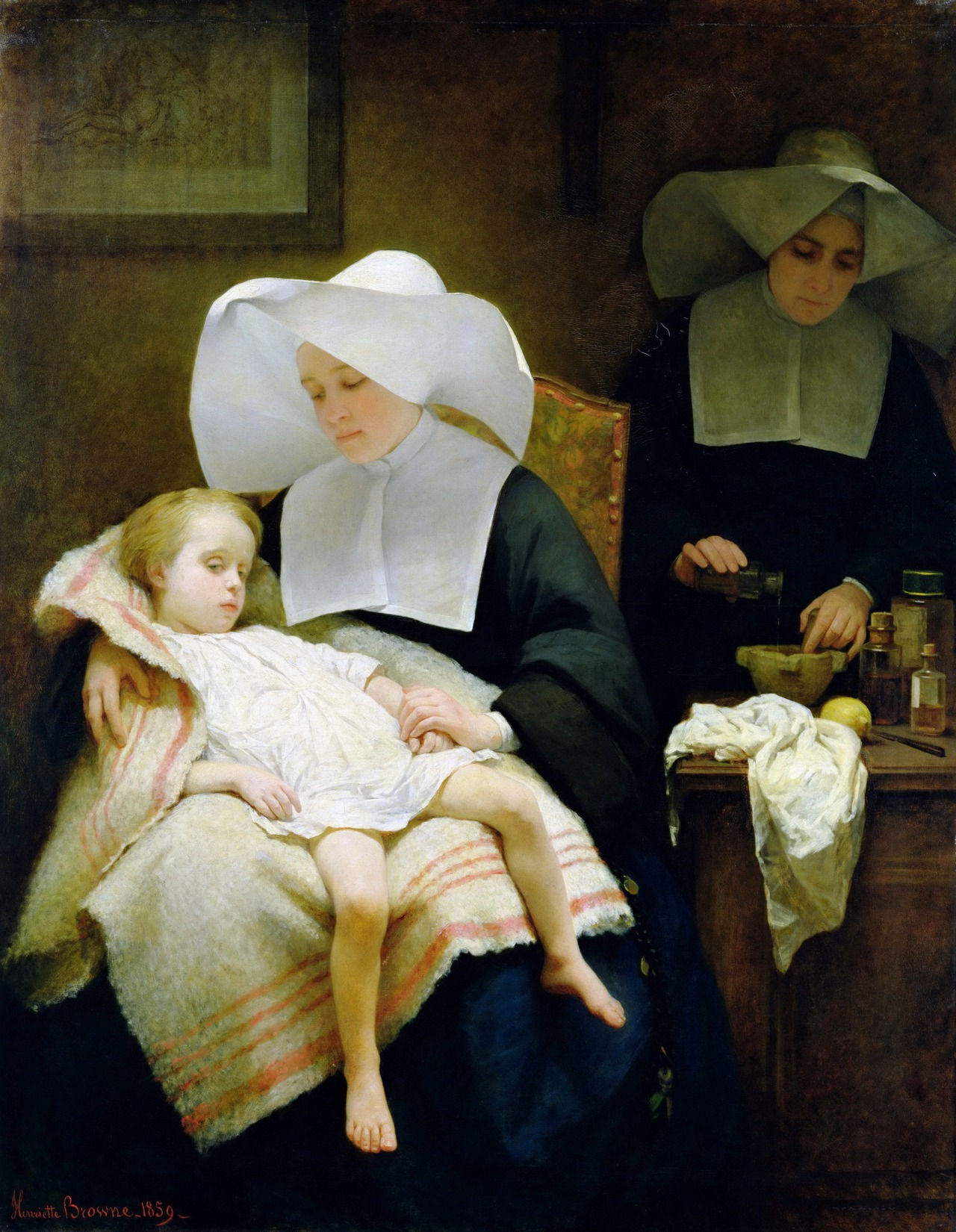
Las Hermanas de la Caridad (1859).
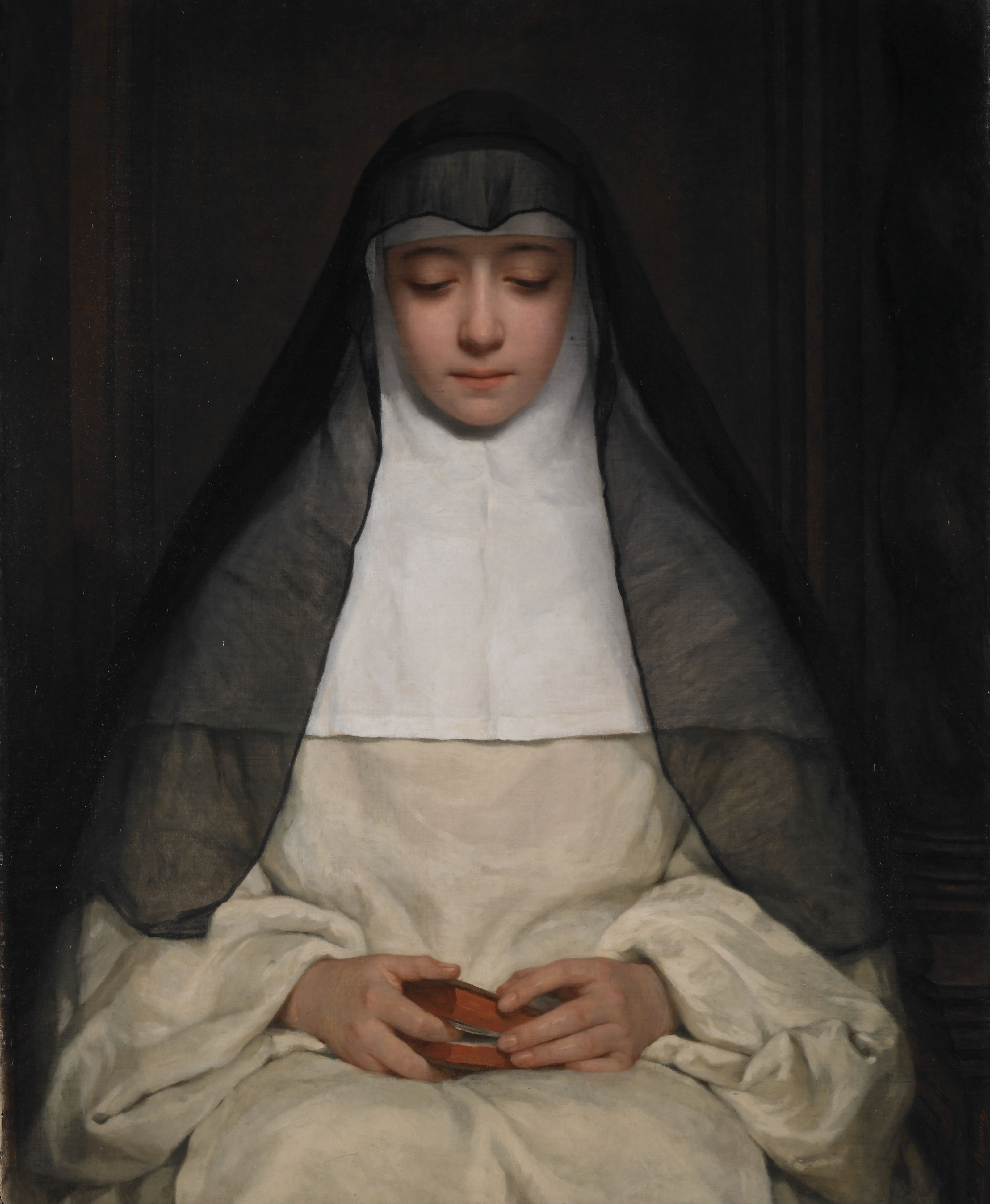
La religiosa (1859), Museos Nacionales de Liverpool.
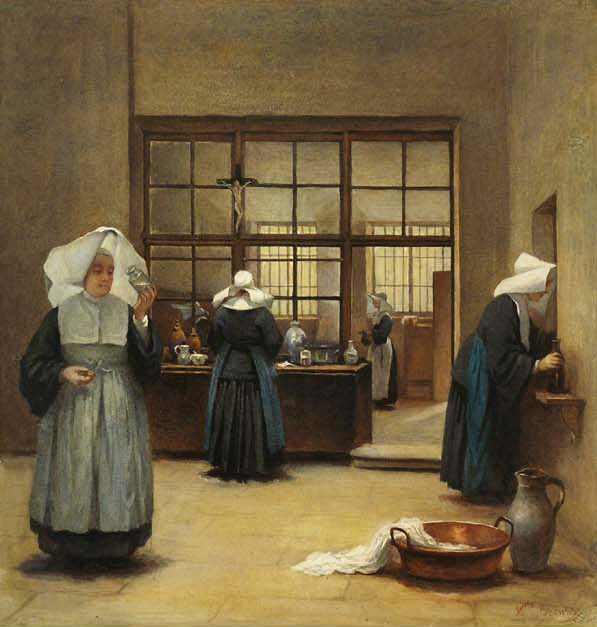
Religiosas trabajando en un convento.
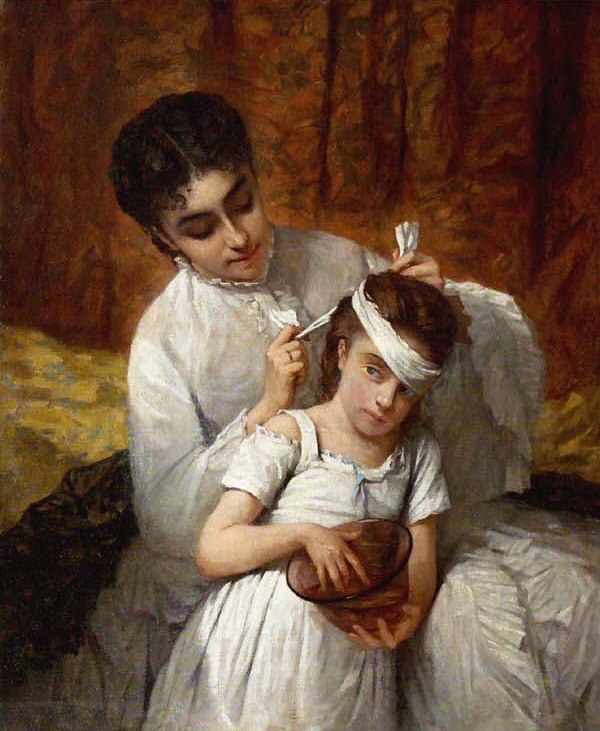
Madre e hija.
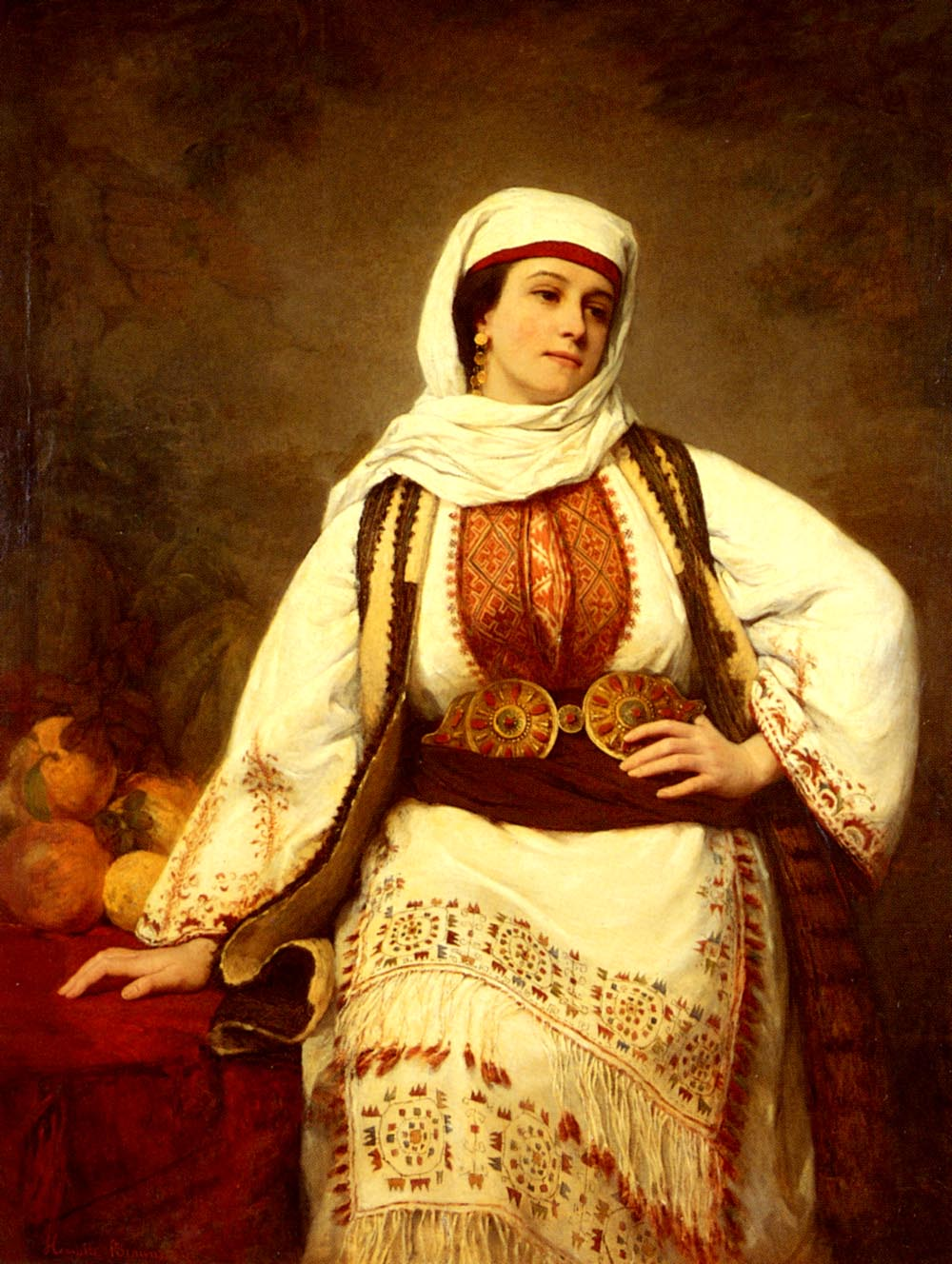
Una belleza oriental (1861), colección privada.
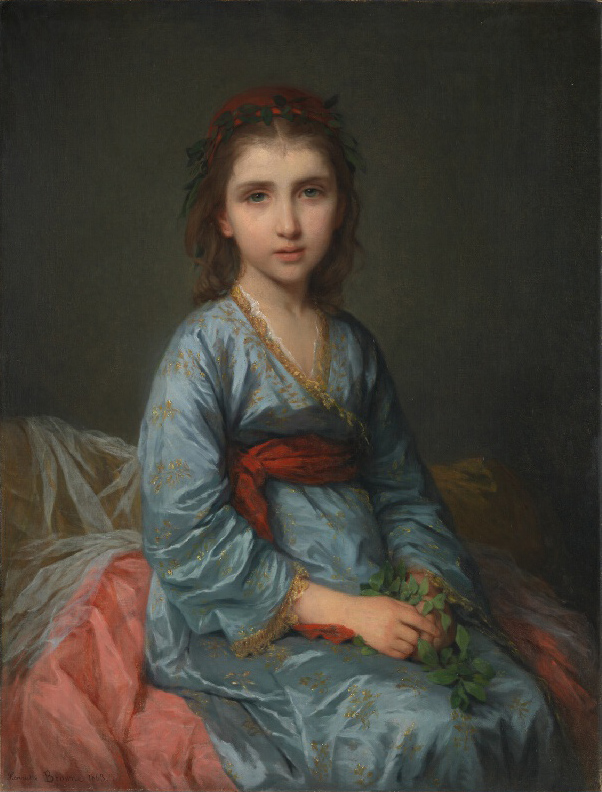
Una cautiva griega (1863), Galería Nacional.
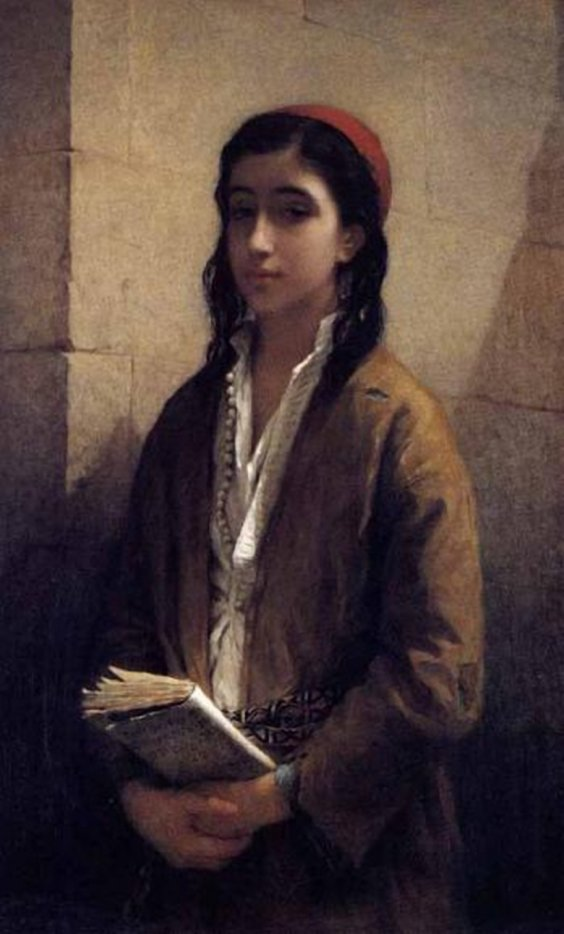
La bella judía (1865).
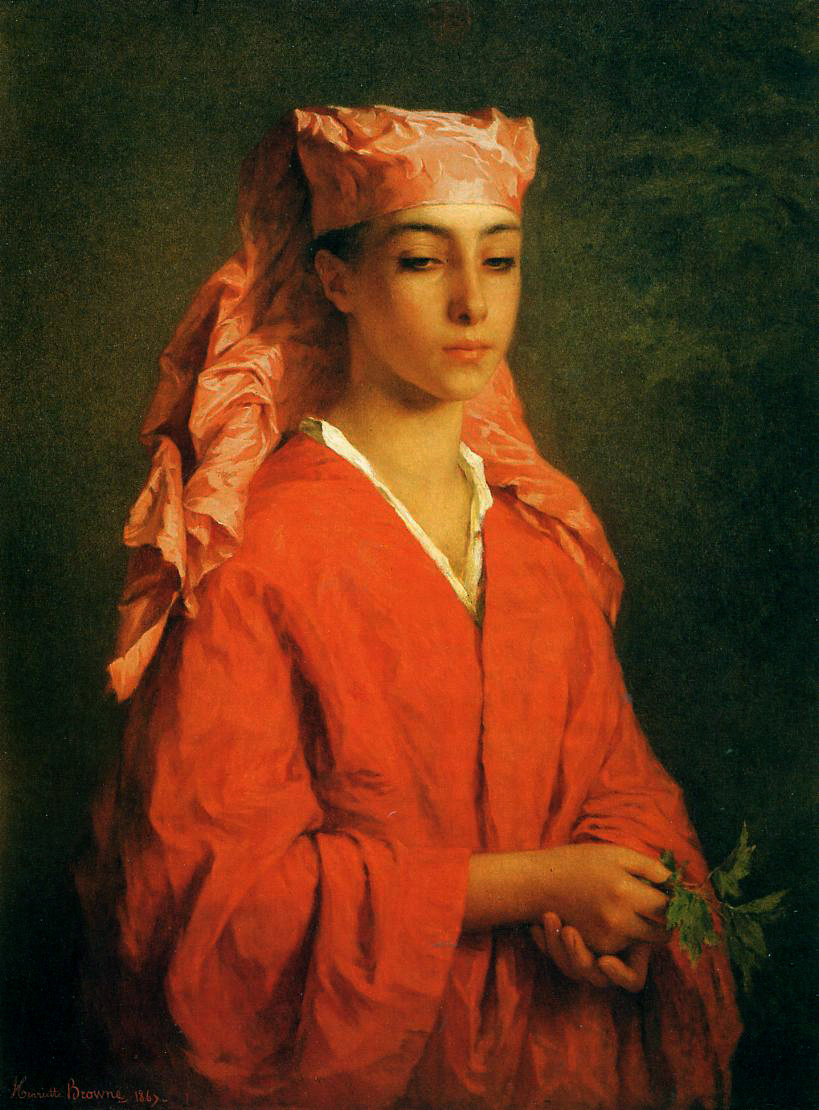
Campesina norteafricana (1867), colección privada.
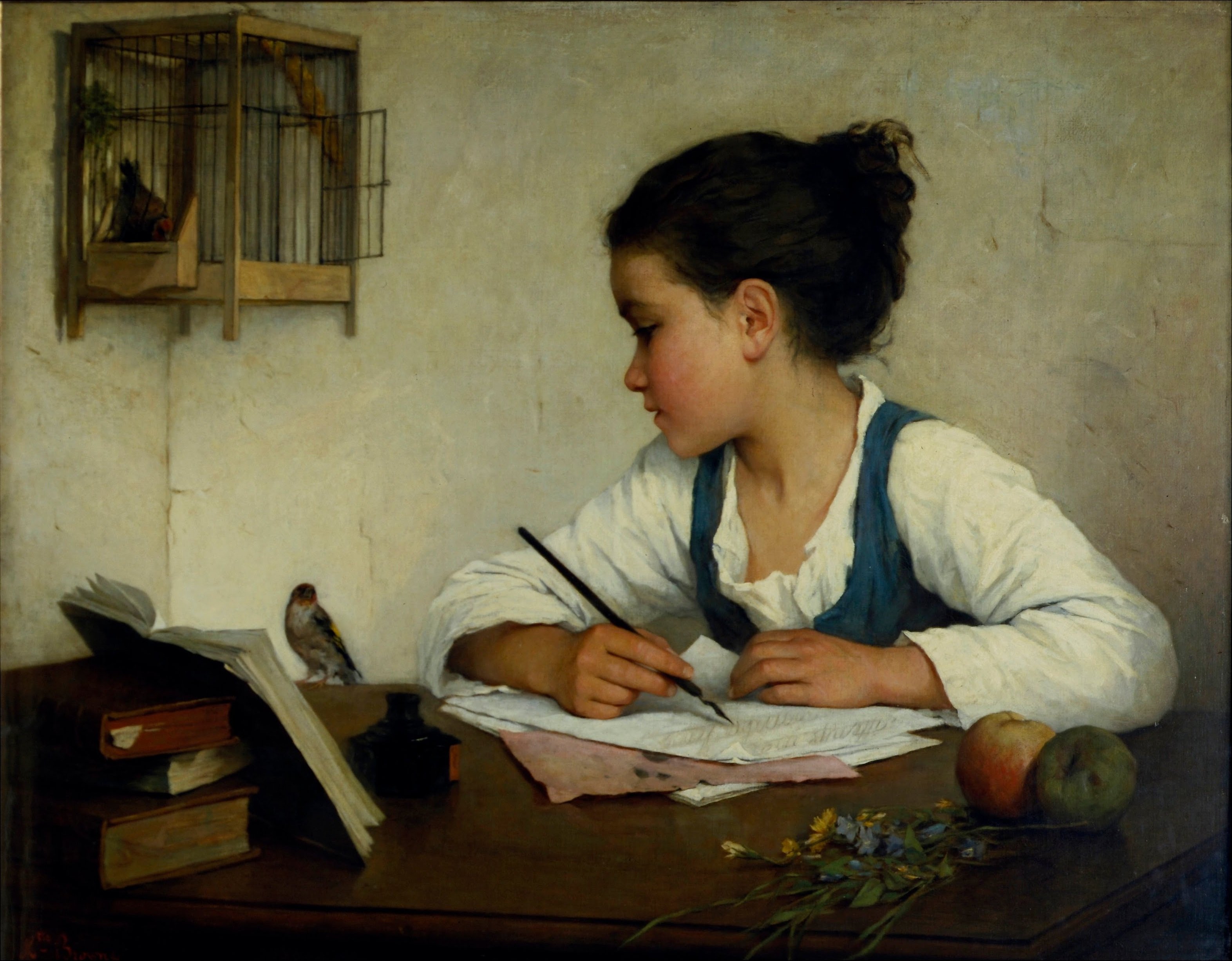
Niña escribiendo (Circa 1870), Museo de Victoria y Alberto.
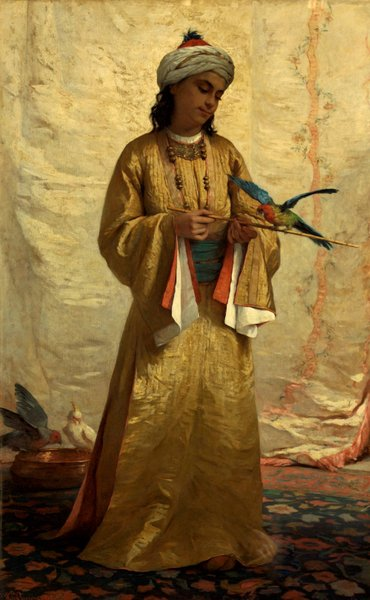
Joven mora con periquito (1875), Museo y Galería de Arte Russell-Cotes.
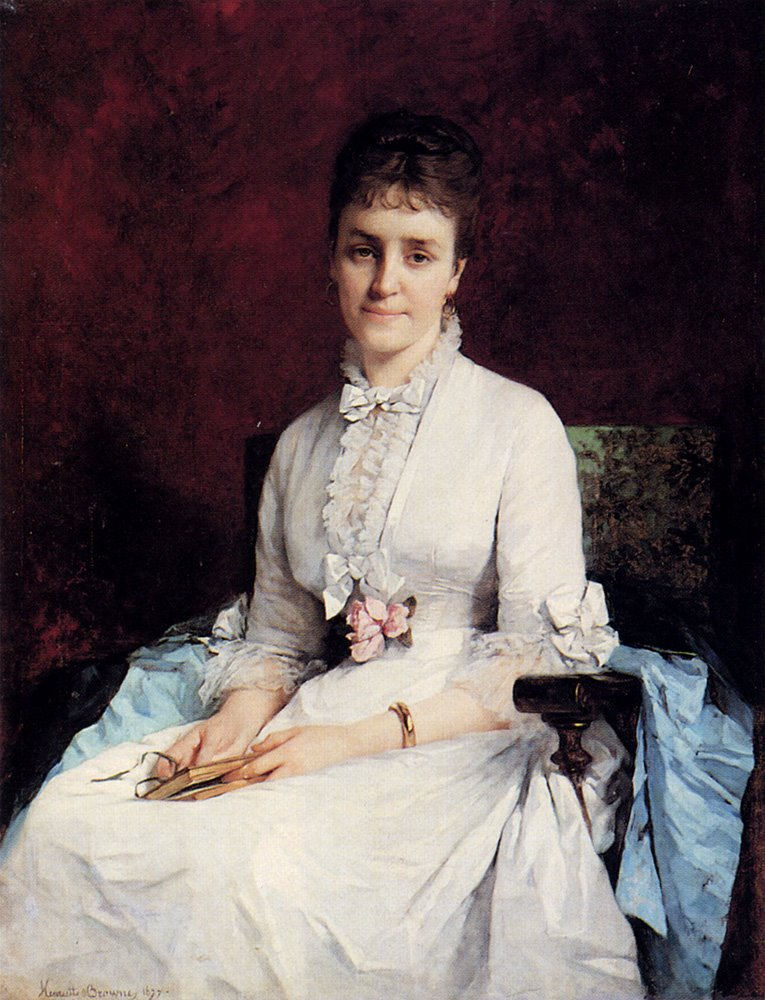
Retrato de mujer (1877), colección privada.
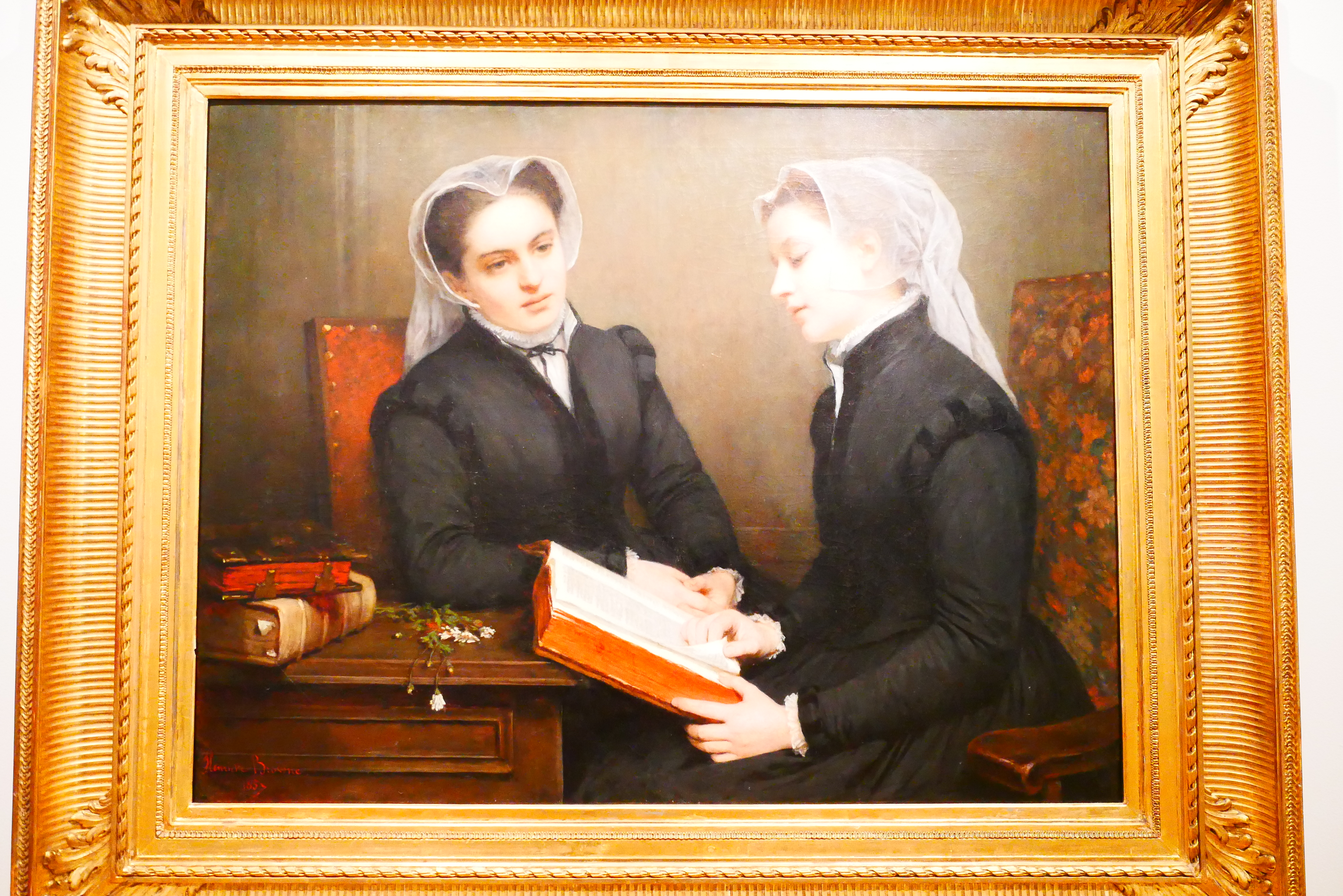
La lectura de la Biblia (1857), fotografiado en la Christchurch Art Gallery.